# Heptapleurum bodinieri
Schefflera bodinieri là một loài thực vật có hoa trong Họ Cuồng cuồng. Loài này được (H.Lév.) Rehder miêu tả khoa học đầu tiên năm 1930.